# Gewinnspanne
Die Gewinnspanne (englisch profit margin) ist eine betriebswirtschaftliche Kennzahl, die Aussagen über die Rentabilität von Unternehmen macht.

## Allgemeines
Die Definition der Gewinnspanne ist uneinheitlich, denn es hängt von den gewählten Bezugswerten ab, wie die Gewinnspanne ermittelt wird. Diese richten sich insbesondere nach dem Wirtschaftszweig, so dass branchenbedingte Eigenheiten zu berücksichtigen sind. Generell gilt, dass die Gewinnspanne Einblick in die Ertragslage geben soll. Die Gewinnspanne im Wertschöpfungskettenkonzept von Michael E. Porter ergibt sich seinem Buch Competitive Advantage (1985) zufolge aus der Differenz des Gesamtwertes der Wertaktivitäten (Marktpreis) und der Gesamtkosten. Nach Porters Terminologie ist mithin die Gewinnspanne der „Wert“ (Umsatzerlös) abzüglich der Kosten und damit eine absolute Größe. Geläufige Bezugswerte sind der Gewinn vor Zinsen und Steuern (EBIT), der EBITDA oder der Netto-Verkaufspreis abzüglich der Selbstkosten.

## Berechnung
Ausgangspunkt bei der absoluten Darstellung ist der Brutto-Verkaufspreis:
```
   Brutto-Verkaufserlös
   - 
Rabatte
/Boni/
Skonti

   - 
Umsatzsteuer

   = Netto-Verkaufserlös
   - 
Einstandspreis

   = 
Handelsspanne

   - 
Selbstkosten

   = Gewinnspanne
```

Im Handel wird die Ware nicht weiterverarbeitet, so dass der Warenwert die geeignete Kalkulationsgrundlage darstellt. Zu unterscheiden ist zwischen der Handelsspanne und der Gewinnspanne. Die Differenz zwischen dem Warenwert im Verkauf (Netto-Verkaufserlös) und dem Warenwert im Einkauf (Einstandspreis) ist die Handelsspanne und gilt als zentrale Kennzahl im Handel. Bei der Gewinnspanne sind zusätzlich die Selbstkosten (Personalkosten, Raumkosten, Lagerkosten, Abschreibungen) zu berücksichtigen.
Aussagekräftiger als diese absoluten Zahlen ist der Anteil dieser Gewinnspanne am Netto-Verkaufspreis (englisch net profit margin) oder an den Selbstkosten (englisch profit percentage bzw. englisch markup):
{\displaystyle {\text{Gewinnspanne}}={\text{markup}}={\frac {({\text{Netto-Verkaufserlös}}-{\text{Selbstkosten}})}{\text{Selbstkosten}}}}
{\displaystyle {\text{net profit margin}}={\frac {({\text{Netto-Verkaufserlös}}-{\text{Selbstkosten}})}{\text{Netto-Verkaufserlös}}}}
Je höher die prozentuale Gewinnspanne eines Unternehmens ausfällt, umso günstiger ist seine Rentabilität einzustufen.